# شباتي
الجباتي أو الشباتي أو خبز جباتي (بالهندية:चपाती) و(بالإنجليزية: Chapati)‏ هو نوع من الخبز المُسطح الغير مُخمر الذي يرجع منشأه إلى البنجاب، ويصنع من عجينة دقيق الأتا (المشتق من بذور القمح القاسي الكاملة) والماء والملح، وتفرد العجينة على شكل أقراص قطرها 12 سنتيمتراً تقريباً يتم خبزها على الوجهين في فرن أو مقلاة شديدة الحرارة، ويؤكل الجباتي عادة مع الخضروات، حيث يطوي ويتم تناول الطعام به.

## السر
السر الحقيقى للشباتي هو العجن المستمر المتواصل حتى تحصلى على عجينة ملساء وناعمة ولامعة.

## المكوِّنات
- كوب من دقيق القمح الكامل.
- كوب من الدقيق الأبيض متعدد الاستعمالات.
- ملعقة صغيرة من الملح.
- ملعقتان صغيرتان من زيت الزيتون.
- ثلاثة أرباع الكوب من الماء الساخن.

## طريقة التحضير
1- وضع الدقيق متعدد الاستعمالات، دقيق القمح والملح خلطهم ومن ثمّ إضافة زيت الزيتون في وعاء عميق كبير. 2- تقليب الخليط باستعمال ملعقة خشبية ومن ثّم إضافة زيت الزيتون والماء وعجن المكونات ببعضها إلى أن تتكون عجينة ناعمة مرنة ولا تلتصق. 3-رش سطح العمل بالدقيق ووضع كرة العجينة عليه حتى تصبح ناعمة الملمس ومن ثمّ تقطيعها إلى عشر قطع على شكل كرات وتركها حتى ترتاح لعدة دقائق. 4-تسخين مقلاة على نار متوسطة حتى تصبح ساخنة ومن ثمّ تخفيفها. 5- مد العجينة باستعمال النشابة على سطح العمل المشرش بالدقيق حتى تصبح رقيقة مثل خبز التُّرتية. 6- وضع العجينة الممدودة بالمقلاة حتى يصبح بالوجه الأسفل بقع بنية اللون لمدة ثلاثين ثانية تقريباً.
7-قلب العجينة للوجه الآخر وتحميره بنفس الطريقة ومن ثمّ تكرار العملية لجميع القطع.
8- استخدام الخبز مع الأطباق الهندية أو حسب الرغبة.

## معرض صور

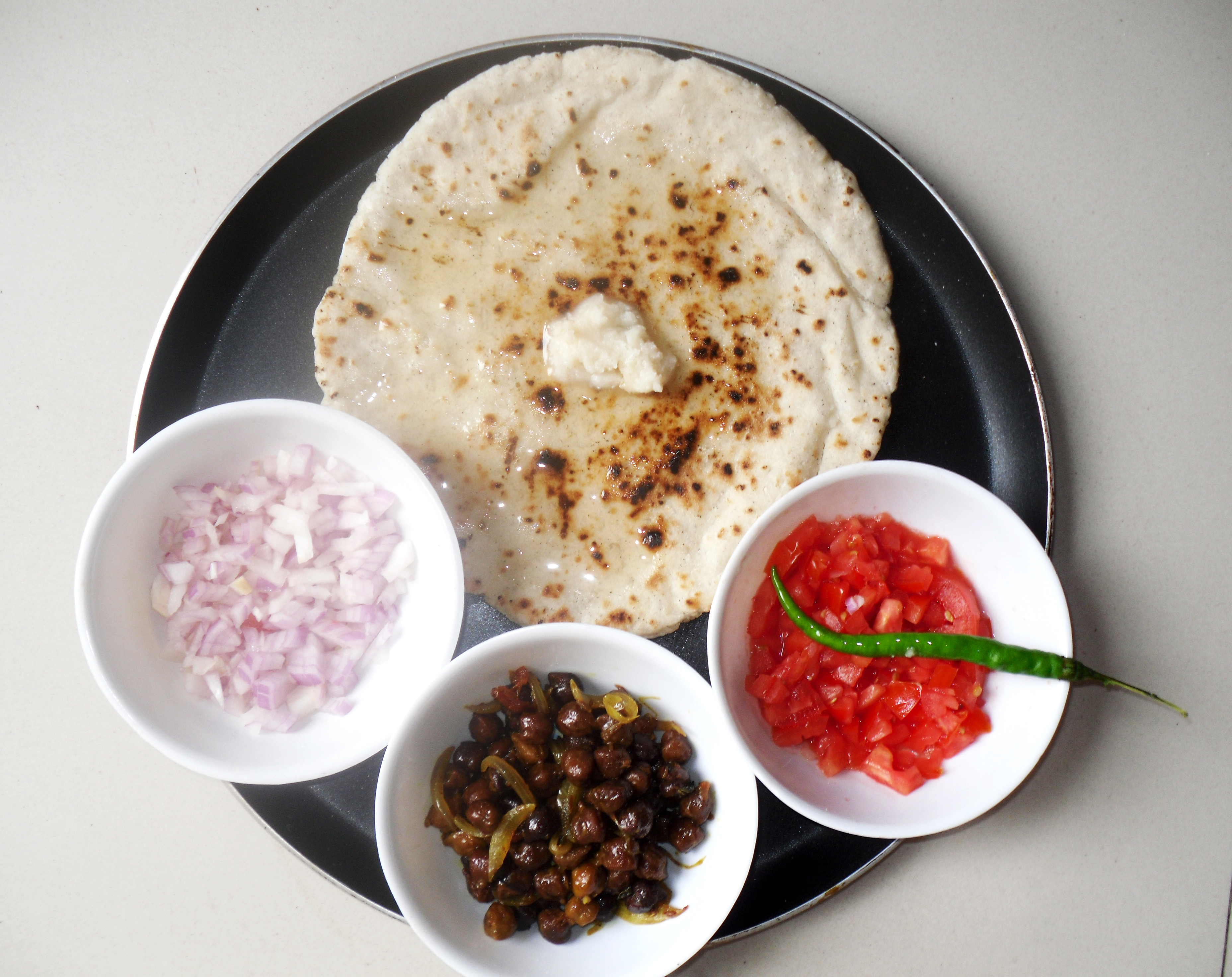
تقدم الشباتي مُغطاة بالزبدة، مع أطباق جانبية متنوعة مثل الطماطم والبصل و
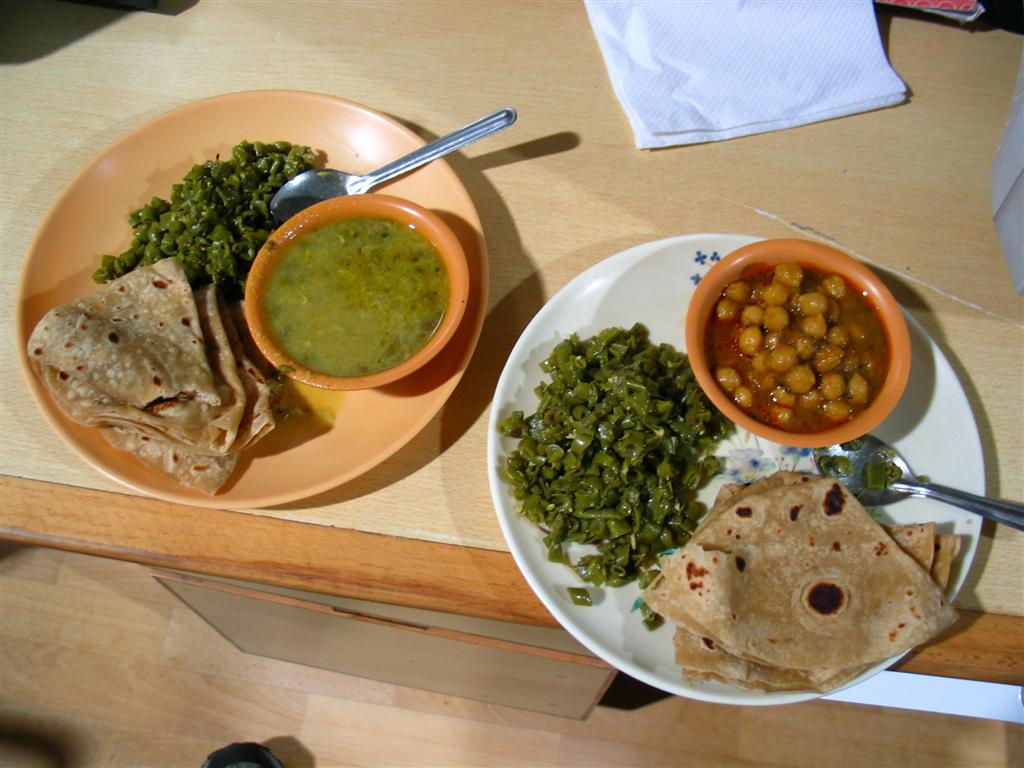
يُتناول الشباتي أيضًا مع أنواع مختلفة من الكاري. ع الفاصوليا الفرنسية. يوجد على اليسار وعاء من فول المونج بالكاري (mung-bean curry)، وعلى اليمين وعاء من حساء التشولي [الإنجليزية] عبارة عن حساء الحمص المتبل.
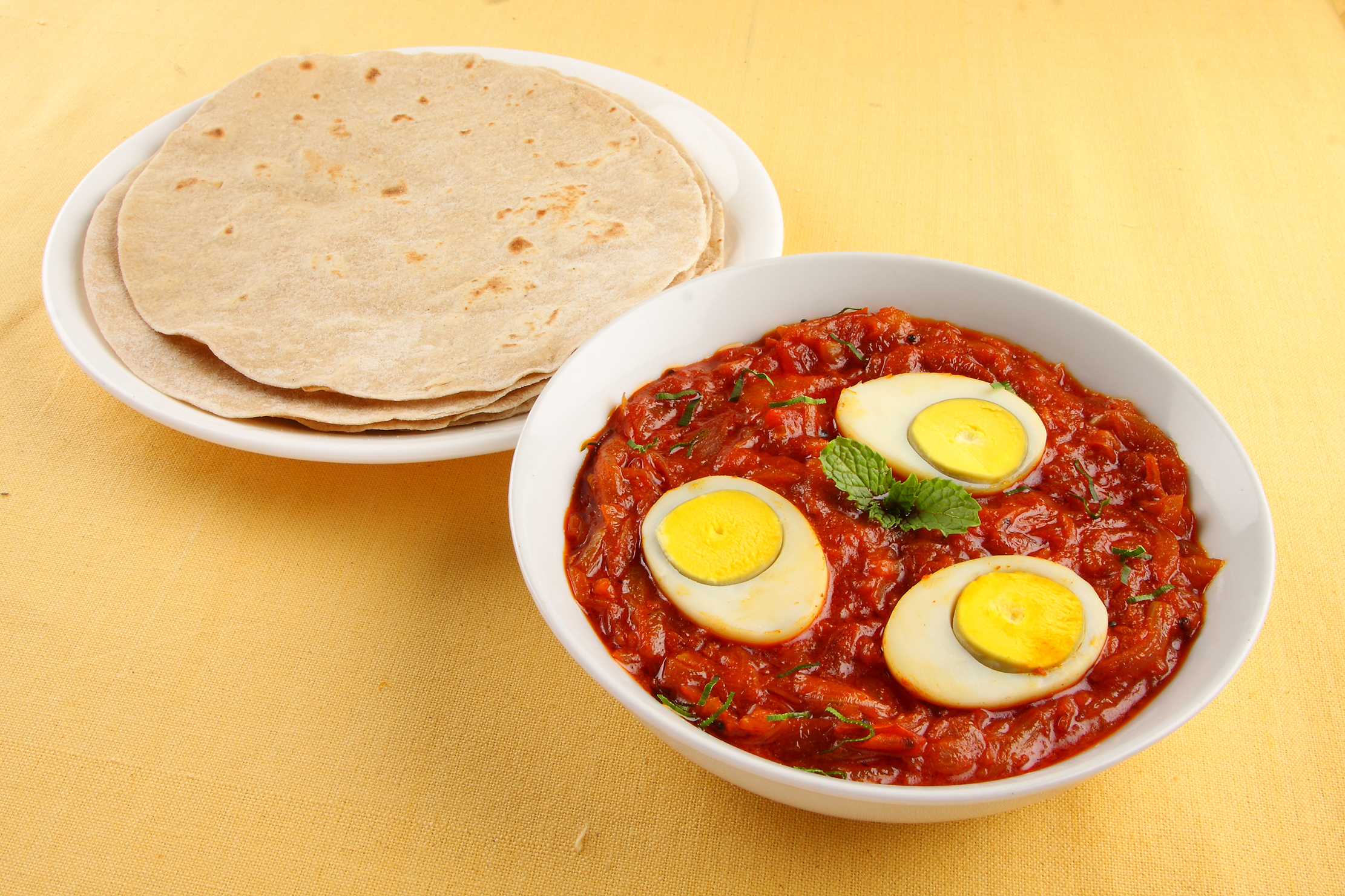
الشباتي مع البيض المسلوق بصلصة تعتمد على البصل والطماطم.
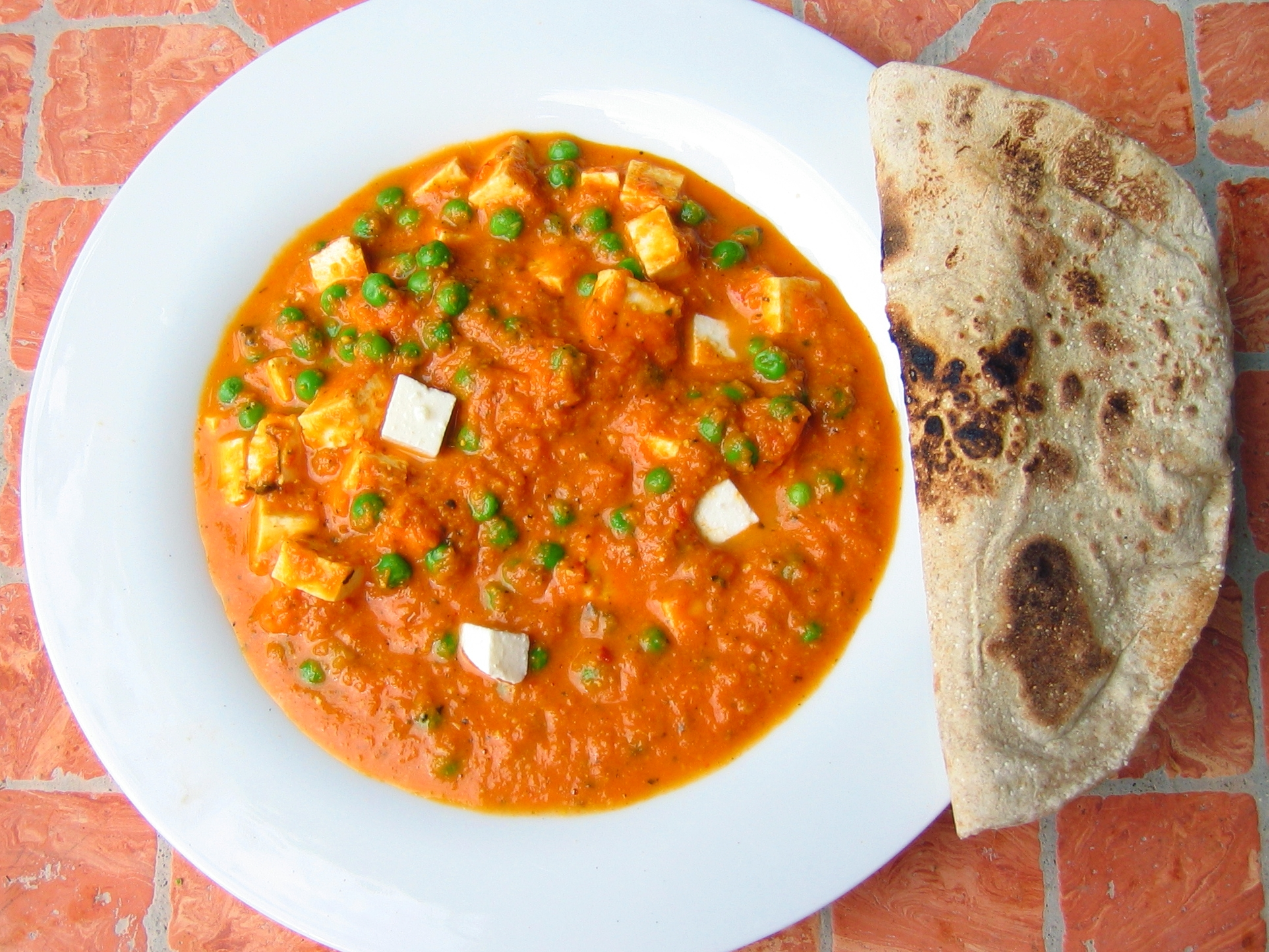
الشباتي مع حساء تشينا ماتار تاركاري [الإنجليزية] المكون من الباولاء وجبنة تشينا.
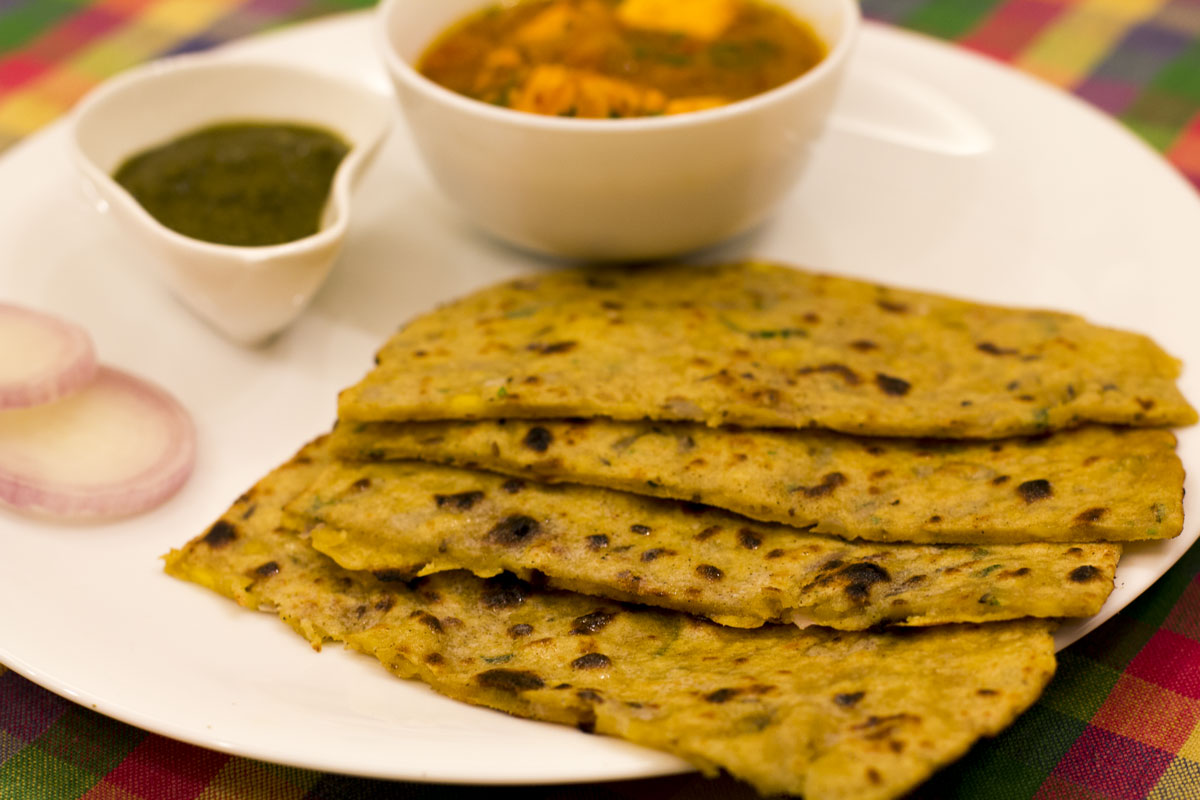
الشباتي مع طبق الدال (الدال شباتي-Chapati recipe)
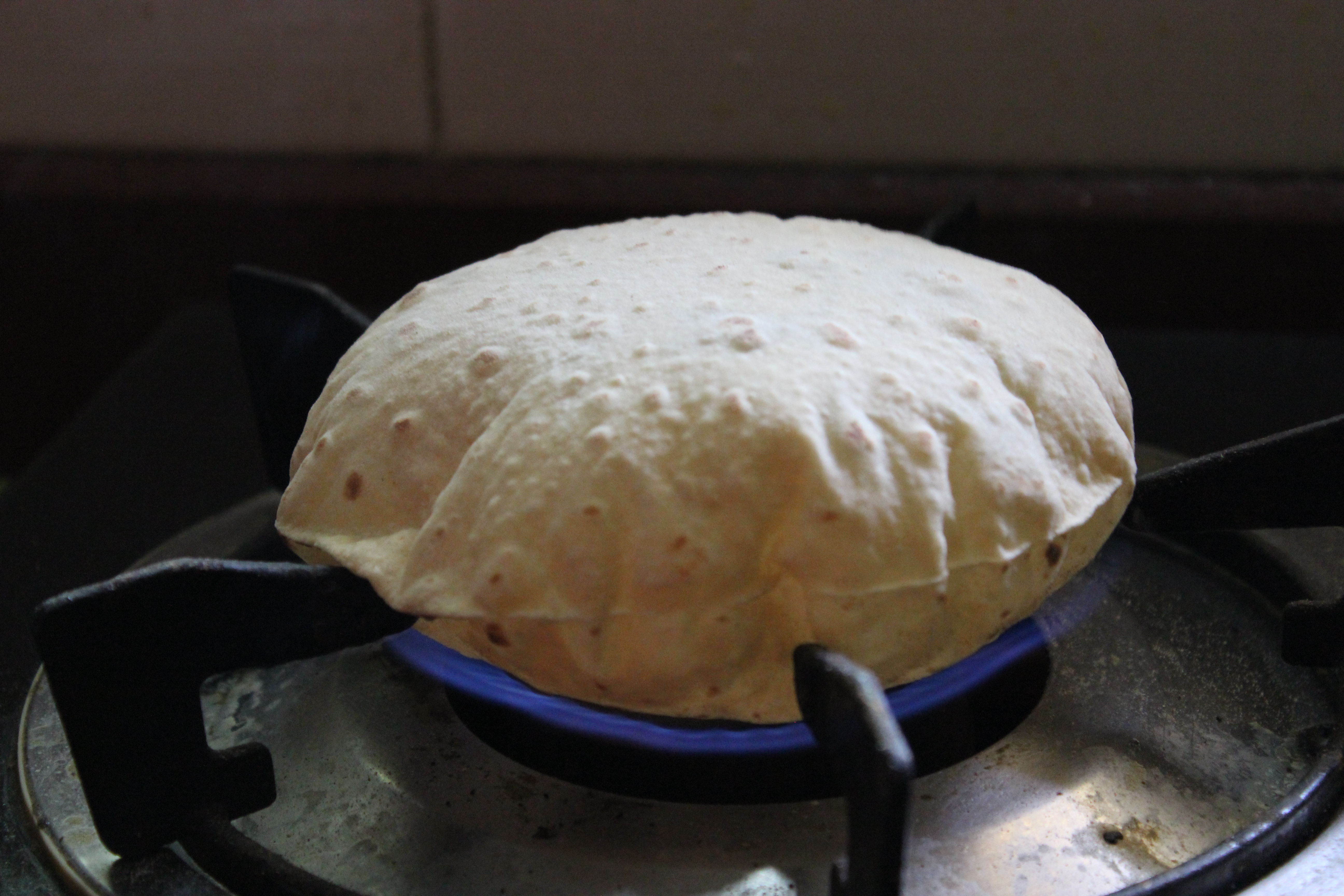
تُطهى الشباتي مثل خبز الروتي على نار مفتوحة من بعد طهيها جزئيًا على المقلاة، مما يجعلها منفوشة.
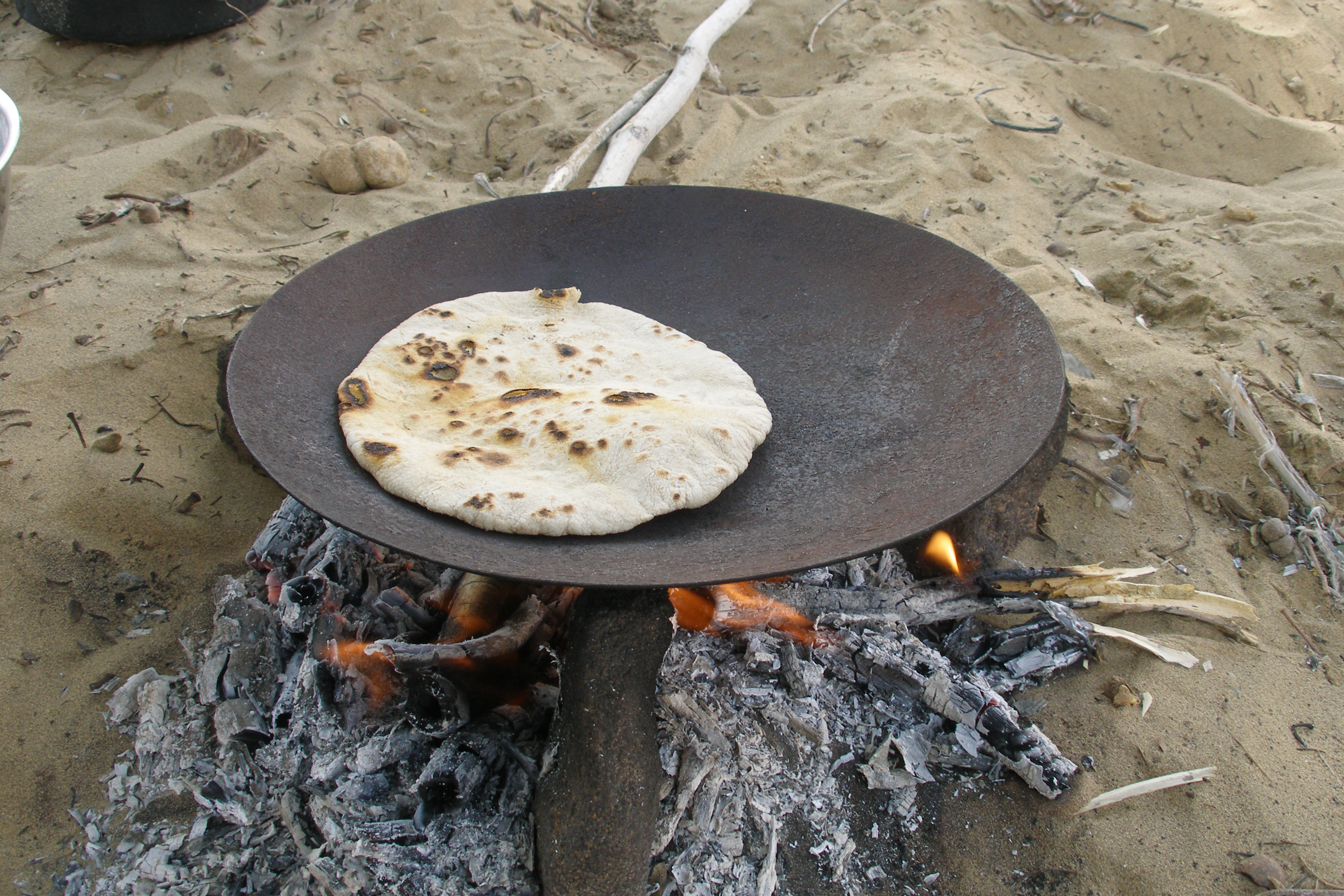
مقلاة صينية المعروفة بالمقلاة المسطحة (التاوه) الأشبه بالصاج.
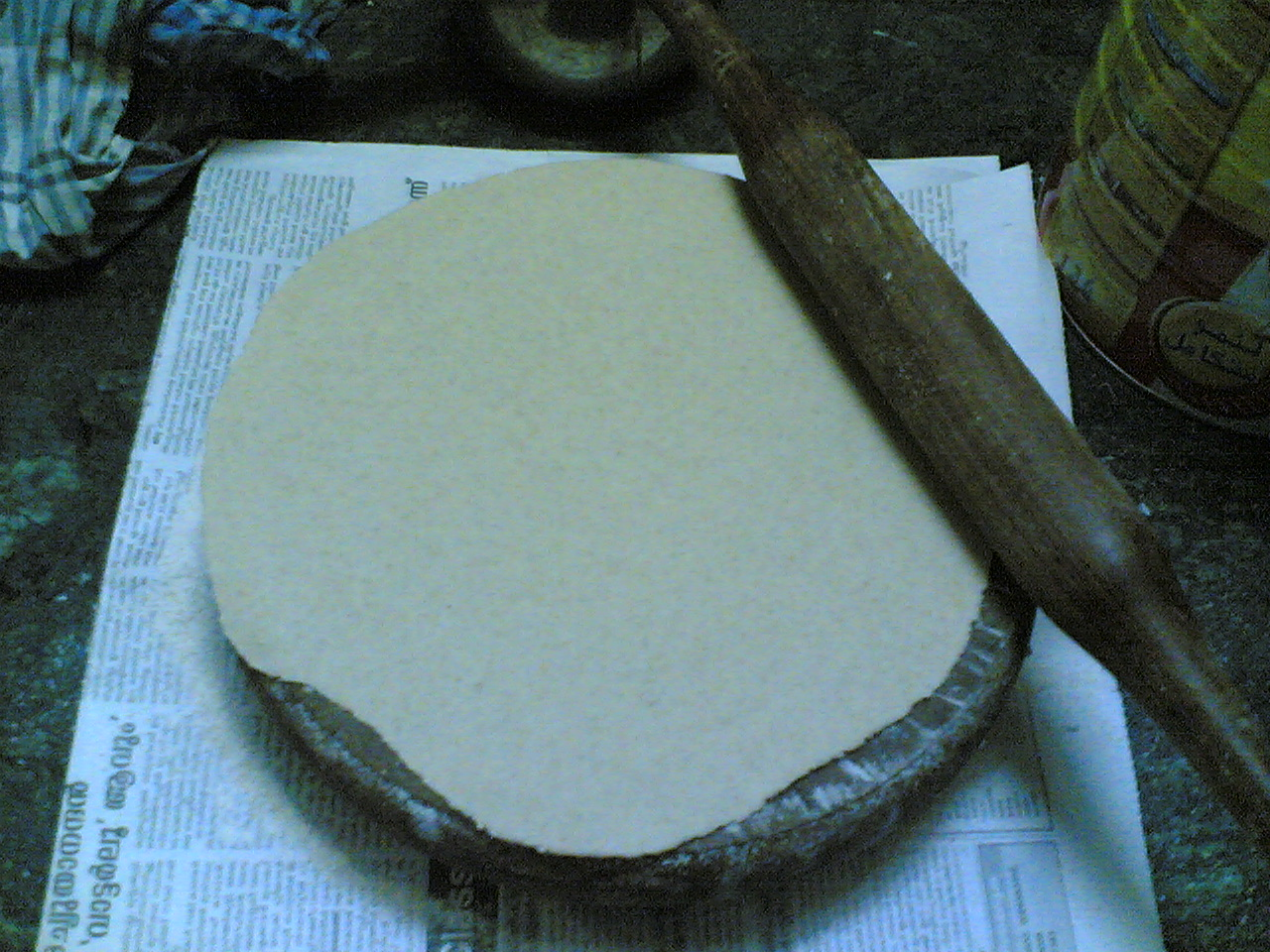
عملية فرد وتسطيح خبز الشباتي بالشوبك (الفرادة).